# Estação Del Golfo
A Estação Del Golfo é uma das estações do Metrorrey, situada em Monterrei, entre a Estação Cuauhtémoc e a Estação Félix Uresti Gómez. Administrada pela STC Metrorrey, faz parte da Linha 1.
Foi inaugurada em 25 de abril de 1991. Localiza-se no cruzamento da Avenida Zaragoza com a Avenida Cólon. Atende o centro da cidade.